# Malargüe (departamento)
Malargüe é um departamento da Argentina, localizado na província de Mendoza.